# Premio Jules Léger de Nueva Música de Cámara
El Premio Jules Léger para Nueva Música de Cámara es un premio canadiense de música clásica contemporánea otorgado a compositores en reconocimiento a nuevas obras de música de cámara de calidad. Otorgado anualmente desde 1978 (con la excepción de 1984 y 1990 cuando no se otorgó ningún premio), el premio se gana mediante un concurso administrado por el Canadian Music Center . Antes de 1991, la competencia había sido administrada por el Canadian Music Council.

## Historia
El Premio Jules Léger fue fundado por el diplomático y estadista canadiense Jules Léger en 1978 con el objetivo de "animar a los compositores canadienses a escribir para conjuntos de música de cámara y fomentar la interpretación de música canadiense por parte de estos grupos". Las obras que pueden optar a concurso deberán estar escritas para un máximo de doce intérpretes y un mínimo de dos. Cualquier ciudadano canadiense y cualquier persona que haya vivido en suelo canadiense durante más de un año es elegible para participar en la competencia. Los compositores que reciben el premio reciben un trofeo diseñado por el escultor canadiense Louis Archambault, un premio en efectivo (actualmente 7500$) y un concierto de la obra ganadora a cargo de músicos canadienses de renombre (la mayoría de estos conciertos también han sido transmitidos por CBC Radio ).

## Ganadores
| Year | Composer                  | Work                                     |
| ---- | ------------------------- | ---------------------------------------- |
| 1978 | R. Murray Schafer         | String Quartet No. 2 'Waves'             |
| 1979 | Bruce Mather              | Musique pour Champigny                   |
| 1980 | Serge Garant              | Quintette                                |
| 1981 | John Rea                  | Com-possession                           |
| 1982 | Walter Boudreau           | L'Odyssée du Soleil                      |
| 1983 | John Hawkins              | Breaking Through                         |
| 1985 | Brian Cherney             | River of Fire                            |
| 1986 | Michel Longtin            | Pohjatuuli                               |
| 1987 | Denys Bouliane            | À propos... et le baron perché           |
| 1988 | Michael Colgrass          | Strangers: Irreconcilable Variations     |
| 1989 | Peter Paul Koprowski      | Sonnet for Laura                         |
| 1991 | Donald Steven             | In the Land of Pure Delight              |
| 1992 | John Rea                  | Objets perdus                            |
| 1993 | Bruce Mather              | YQUEM                                    |
| 1994 | Peter Paul Koprowski      | Woodwind Quintet                         |
| 1995 | John Burke                | String Quartet                           |
| 1996 | Christos Hatzis           | Erotikos Logos                           |
| 1997 | Omar Daniel               | Zwei Lieder nach Rilke                   |
| 1998 | Michael Oesterle          | Reprise                                  |
| 1999 | Alexina Louie             | Nightfall                                |
| 2000 | André Ristic              | Catalogue 1 [bombes occidentales]        |
| 2001 | Chris Harman              | Amerika                                  |
| 2002 | Yannick Plamondon         | Autoportrait sur Times Square            |
| 2003 | Éric Morin                | D'un Château l'autre                     |
| 2004 | Patrick Saint-Denis       | Les dits de Victoire                     |
| 2005 | Linda Catlin Smith        | Garland                                  |
| 2006 | James Rolfe               | raW                                      |
| 2007 | Chris Harman              | Postludio a rovescio                     |
| 2008 | Analia Llugdar            | Que sommes-nous                          |
| 2009 | Jimmie LeBlanc            | L’Espace intérieur du monde              |
| 2010 | Justin Christensen        | The Failures of Marsyas                  |
| 2011 | Cassandra Miller          | Bel Canto                                |
| 2012 | Zosha Di Castri           | Cortège                                  |
| 2013 | Nicole Lizée              | White Label Experiment                   |
| 2014 | Thierry Tidrow            | Au fond du cloître humide                |
| 2015 | Pierre Alexandre Tremblay | Les pâleurs de la lune                   |
| 2016 | Cassandra Miller          | About Bach                               |
| 2017 | Gabriel Dharmoo           | Wanmansho                                |
| 2018 | Brian Current             | Shout, Sisyphus, Flock                   |
| 2019 | Alec Hall                 | Vertigo                                  |
| 2020 | Kelly-Marie Murphy        | Coffee Will be Served in the Living Room |
| 2021 | Anthony Tan               | Ways of Returning                        |